# Devī

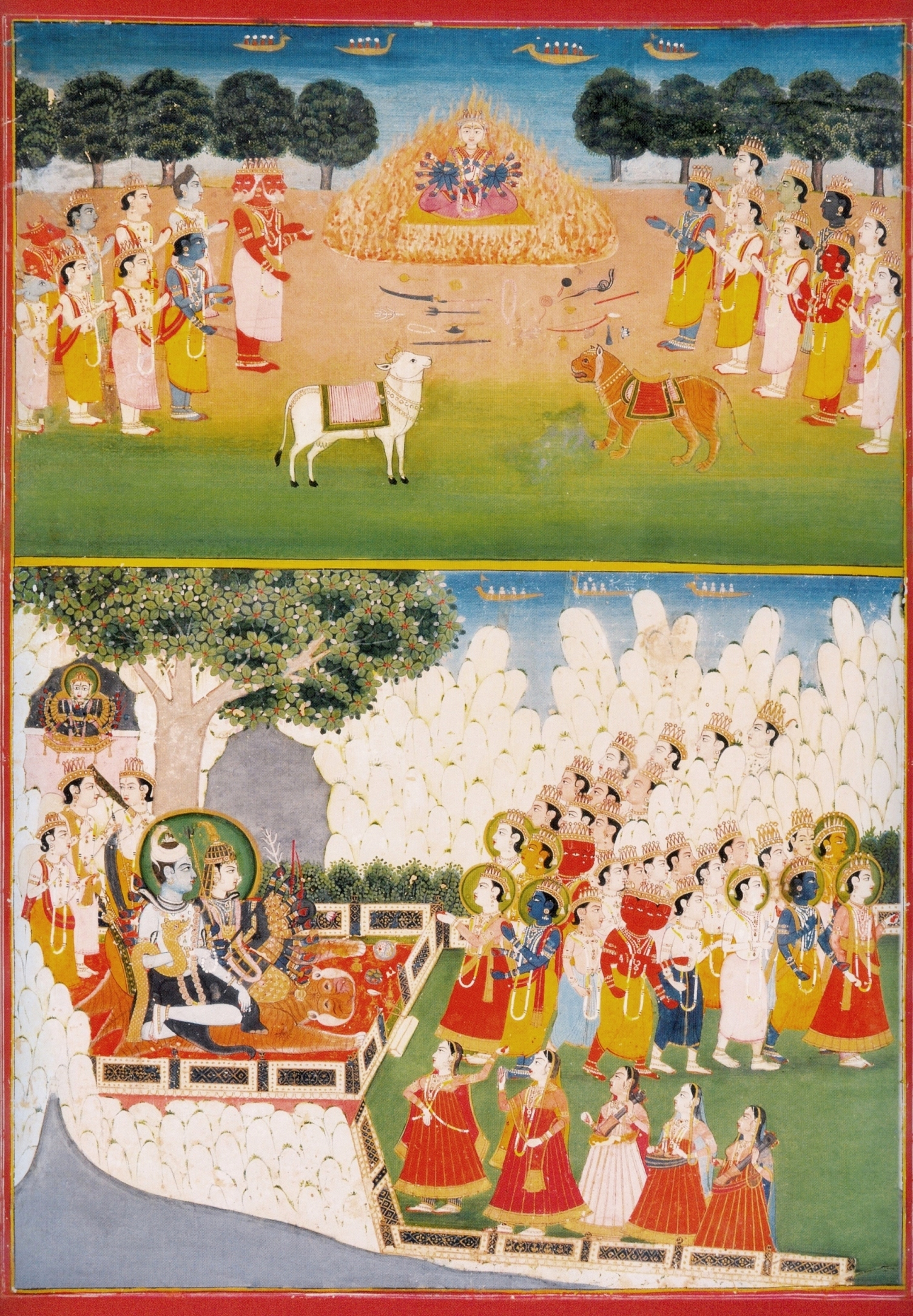
Cinque dei offrono armi a una Devī.

Devī (Devanagari: देवी) è un vocabolo sanscrito che significa "Colei che risplende", termine adoperato per indicare una divinità femminile.

## Generalità storiche
(C. Mackenzie Brown, The triumph of Goddess, New York, 1990)

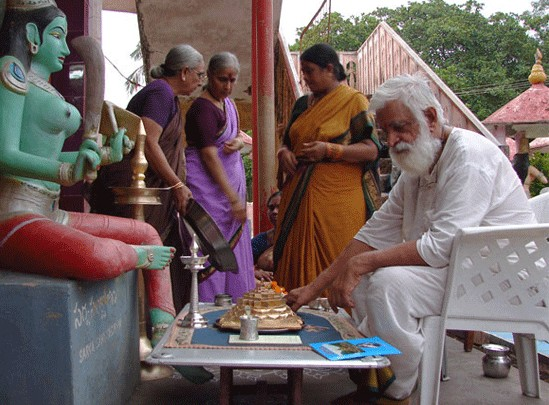
NavavaranaPuja, rituale di adorazione di una Dea del pantheon Śrīvidyā nello Śaktismo tantrico presso il tempio di Sahasrakshi in Devipuram, Andhra Pradesh, India, 2006.

Sin dall'epoca vedica nell'Induismo sono menzionate molte dee, quali per esempio Umā, Vāc, Aditī, Sarasvatī, per citare le più importanti. Queste dee non avevano però una funzione rilevante né svolgevano alcun ruolo nel sacrificio, e solo alcune di queste sono sopravvissute nell'Induismo posteriore. Non c'è traccia, inoltre, nella cultura vedica, di una «Grande Dea».
È successivamente, nell'epoca medioevale, con i Purāṇa (le narrazioni mitologiche), con la letteratura epica e soprattutto con il diffondersi degli elementi tantrici, che il culto delle Dee assume proporzioni considerevoli e si assiste a una graduale assimilazione nella cultura brahmanica. Questo pluralismo di divinità non deve però trarre in inganno, perché, come recita un detto popolare hindu:
(citato in André Padoux, Tantra, a cura di Raffaele Torella, traduzione di Carmela Mastrangelo, Einaudi, 2011; pag. 81)
Gli hindu considerano tutte le dee come manifestazione di un'unica Grande Dea (Mahā Devī). La Dea è chiamata "Madre": Mātā, Mā, Mātāji nell'India settentrionale, Amma nelle lingue dravidiche del Sud.
Se le statuette in terracotta ritrovate a Mohenjo-daro, Merghar e Sheri Khan, le città principali della valle dell'Indo, sono interpretabili come la testimonianza di un culto rivolto alla Grande Madre, allora l'attuale devozione alla "Madre", sviluppatasi successivamente all'epoca vedica, può essere vista un rinascere di quel culto che gli Ari non avevano e molto probabilmente ostacolavano.

## Le tradizioni principali
Gavin Flood distingue tre tradizioni di culto della Dea:
- Le dee di villaggio
- Le dee puraniche
- Le dee tantriche

culti che certamente si sono influenzati a vicenda nel corso del tempo.

### Le dee di villaggio

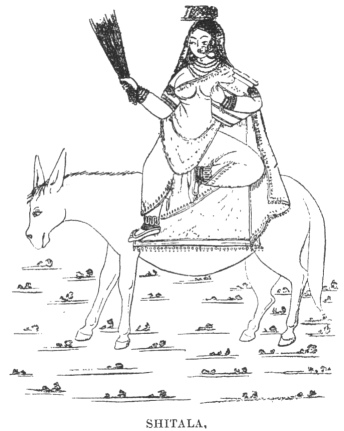
Sītalā, dea del Vaiolo, menzionata sia nei Tantra sia in alcuni testi vernacolari, adorata soprattutto nelle caste più basse. È raffigurata con una scopa in mano mentre cavalca un asino; nell'altra mano stringe una brocca d'acqua fredda. La scopa diffonde i virus della malattia, l'acqua è di ausilio nella cura del male.

Le dee di villaggio risalgono molto probabilmente ad antichi culti del popolo dei Dravida, la cui cultura si sviluppò dopo il III millennio. Sono dee associate a singole località, spesso adorate in forma aniconica, che accettano offerte sia vegetali sia animali, spesso anche alcool e sostanze organiche come il sangue (sostanze considerate impure dai culti brahmanici). Non poche di queste dee rappresentano malattie particolari. Alcune hanno poi avuto una diffusione più ampia, come per esempio Sītalā, dea del vaiolo, venerata in tutta l'India settentrionale.

### Le dee puraniche
Poche sono le dee vediche sopravvissute nelle epoche successive, e senz'altro queste hanno poi inglobato contenuti non vedici, oppure sono state identificate con altre dee: è il caso di Vāc, dea della Parola, assimilata in Sarasvatī. Sarasvatī e Lakṣmī, dee già presenti negli inni del Ṛgveda, sono, fra le dee vediche, quelle attualmente più note e venerate. Nei Veda Sarasvatī ("colei che scorre") era una divinità fluviale, è solo successivamente che diventa Dea del Sapere e della Musica, nonché sposa di Brahmā. Anche il culto di Lakṣmī, consorte di Viṣṇu e Dea della Ricchezza e della Fortuna, si è sviluppato nell'epoca puranica, finendo per assimilare anche quello di Śrī ("luminosa").
A partire dal VI secolo CE circa, in epoca medievale quindi, il culto di dee menzionate nelle tradizioni narrative dei Purāṇa era già diffuso in tutta l'India. A Mamallapuram, nel Tamil Nadu, in un tempio risalente al VII secolo vi è rappresentata Durgā mentre uccide il bufalo Mahiṣāsura. Il culto di Kālī sembra invece successivo. Il Mārkaṇḍeya Purāṇa, risalente al V-VII secolo, è un testo ancora molto popolare; uno degli inni, il Devīmāhātmya, è tuttora recitato durante una delle più grandi feste dedicate a Durgā, la Durgā-pūjā. La Dea vi è descritta come realtà ultima e come Mahāmāyā, la Grande Illusione. In un testo successivo, il Devībhāgavata Purāṇa, la Dea è origine assoluta del cosmo, controlla Visnù mediante la sua capacità di indurre il sonno e non è seconda a nessun dio.

### Le dee tantriche
Nel culto tantrico della Dea, o tantrismo śākta, si possono distinguere due categorie, o insiemi di tradizioni, facenti rispettivamente capo ai testi Tantra dello śrīkula e a quelli del kālīkula, la prima più vicina all'ortoprassi brahmanica, la seconda che se ne discosta notevolmente.

#### Śrīkula
Nelle tradizioni dello śrīkula ("della dea fausta") una delle dee più note è la Dea Tripurasundarī ("la bellissima delle tre città"), una forma tantrica delle dee Śrī e Lakṣmī. La tradizione corrispondente è denominata anche śrī-vidyā, e sebbene abbia avuto origine nel Kashmir ebbe maggior diffusione nell'India meridionale.
La Dea è l'assoluto che trascende tutto e, al contempo, il cosmo stesso è una sua manifestazione. Al termine di ogni ciclo dell'universo, la Dea riassorbe il cosmo. Questa ciclicità è vista come espressione e contrazione del suono originale, l'Om, simbolo di energia e coscienza, come manifestazione della Parola.
Connessa a questa visione del cosmo è quella del corpo umano, manifestazione di un corpo supremo, o causale, la cui origine è nella Dea. Nella sua esistenza cosmica, il singolo essere è soggetto a reincarnarsi, cosa che non gli consente di ritornare alla Dea. La salvezza è possibile riconoscendo in sé stessi la presenza della Dea, che usualmente giace inattiva, l'energia dormiente detta Kundalini ("avvolta"). Attraverso una serie di tecniche e riti, la Kuṇḍalinī viene attivata e drizzata, e condotta a unirsi all'altro aspetto del divino, Siva. I metodi sono quelli dello Hatha Yoga classico.

#### Kālīkula

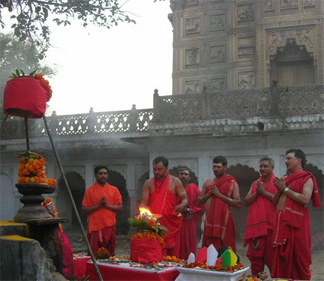
Cerimonia religiosa in onore a Durgā (qui in forma aniconica), presso il tempio di Durga Mandir in Varanasi, anno 2008. Il tempio risale al XV secolo e contempla Durgā quale divinità principale.

Sono le tradizioni della Dea Nera, con riferimento a Kālī, il cui culto si affermò con probabilità intorno al VII-VIII secolo CE, culto centrale della religione śaiva del Kashmir. Fanno parte di queste tradizioni numerose dee, come Kubjikā ("la curva") per esempio, la dea gobba e vecchia; o Chinnamastā ("la decapitata"), che si presenta con la propria testa in mano mentre dal collo zampilla il sangue; o le "sette madri", le saptamātṛkā, dee ambigue, associate con l'alfabeto sanscrito, che da un lato cacciano i demoni, dall'altro divorano bambini: tutte dee usualmente caratterizzate da un'iconografia feroce e da una mitologia aggressiva, al contrario di quanto è nello Śrīkula. È l'altro aspetto della Dea che qui prevale: da un lato, nella precedente tradizione, Ella è materna, generosa, anche bella, dispensa beatitudine e abbondanza; dall'altro è aggressiva, sgraziata, pretende offerte di sangue. Altra differenza è nel rapporto con il maschile: generalmente le dee dello Śrīkula, e quelle puraniche, sono consorti sottomesse ai rispettivi mariti: Pārvatī e Śiva, Lakṣmī e Visnù, Sarasvatī
e Brahmā, Rādhā e Kṛṣṇa. Le dee del Kālīkula sono invece, in genere, indipendenti. Tripurasundarī è un po' un'eccezione: al contempo bella e generosa, ma comunque indipendente.
Le pratiche di questa tradizione prevedono sostanze considerate impure nel bramanesimo, come alcool e sangue; adottano sacrifici cruenti e riti macabri, come l'offerta agli sciacalli, considerati manifestazioni di Kālī; fanno uso dell'unione sessuale, effettiva o simbolica, quale simbolo del congiungimento di Śiva e Śakti.

## La Dea e il Dio

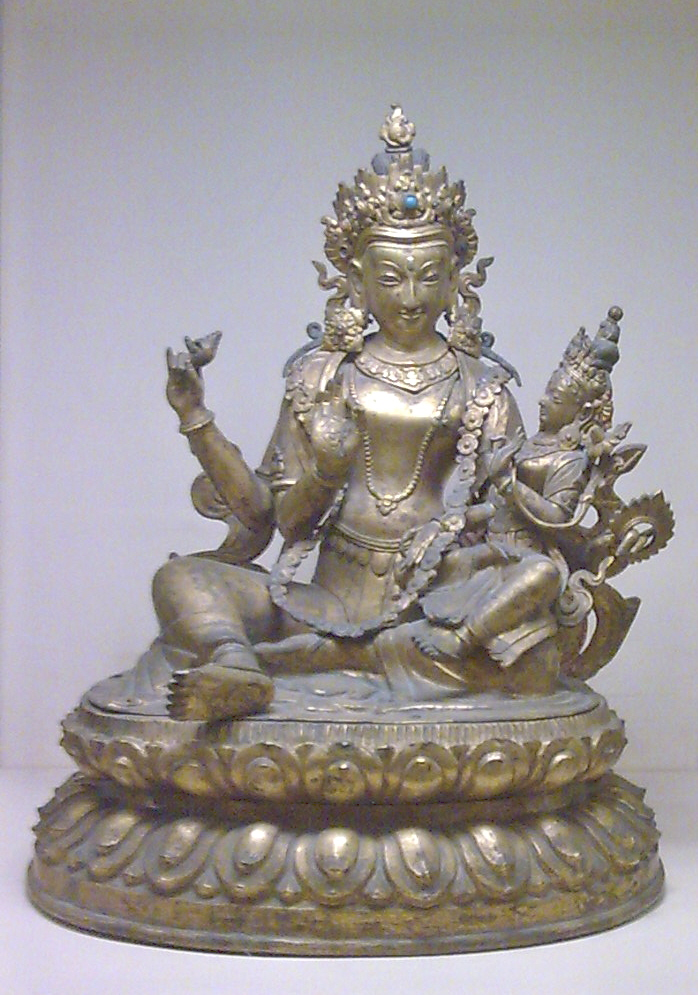
Lakṣmī, dea della ricchezza e della fortuna, e il suo consorte Visnù nella forma di Nārāyaṇa; statuetta del XIX sec. presso il Museo Prince of Wales, Mumbai

Nei culti dell'Induismo, una singola Dea è spesso considerata personificazione di Śakti, l'energia creatrice e immanente del Dio (e questo vale per più di una divinità maschile), e in quanto tale i due termini, Śakti e Devī, sono anche considerati sinonimi.
Questa relazione fra il Dio e la Dea, fra il possessore della potenza creatrice e la potenza stessa, fra ciò che è trascendente e ciò che è immanente, relazione che sussiste sul piano metafisico, trova poi corrispondenza nelle rispettive personificazioni: la Dea diventa allora la compagna del Dio (con poche eccezioni, ogni Dio del pantheon induista ha una compagna); è il suo aspetto femminile senza il quale quello maschile si ritrova incompleto; è l'interceditrice:
(Alain Daniélou, Śiva e Dioniso, traduzione di Augusto Menzio, Ubaldini Editore, 1980; pag. 72)

## Le principali dee
(Gavin Flood, L'induismo, Op. Cit., p. 241)
Il culto della Dea è molto sentito in non poche delle tradizioni hindu. È venerata in molte forme e in vari modi: benevola con i nomi di Parvati, Lalita e altri, terrifica e distruttiva con i nomi di Durgā, Kālī e altri. Elenco delle principali dee:
- Aditī
divinità vedica, è la dea Madre
- Bagalamukhī
ottava dea delle Mahāvidyā: l'Ingannevole
- Bhairavī
sesta dea delle Mahāvidyā: la Terribile
- Bhuvaneśvarī
quarta dea delle Mahāvidyā: la Signora dell'Universo
- Chinnamastā
quinta dea delle Mahāvidyā: la Decapitata
- Dhūmāvatī
settima dea delle Mahāvidyā: la Fumante
- Durgā
dea post-vedica: l'Inaccessibile
- Gaurī
dea post-vedica: la Signora Bianca
- Kālī
prima dea delle Mahāvidyā: la Distruttrice
- Kamalā
decima dea delle Mahāvidyā: la Ragazza del Loto
- Kāmeśvarī
divinità post-vedica, Dea dell'Amore
- Kubjikā
divinità tantrica, la Dea Gibbuta
- Lakṣmī
divinità vedica, Dea della Fortuna
- Matāngī
nona dea delle Mahāvidyā: la Potenza dell'Elefante
- Mahāvidyā
gruppo di dieci divinità tantriche, le Dee delle Conoscenza
- Mātṛkā
gruppo di sette dee tantriche, che nella creazione tramite il Verbo[22], sono identificate con le sette vocali
- Pārvatī
divinità post-vedica, Figlia della Montagna
- Rādhā
divinità tantrica, Dea del Successo
- Sarasvatī
divinità vedica, Dea del Sapere
- Satī
divinità post-vedica, la Fedeltà
- Śoḍashī
terza dea delle Mahāvidyā: la Sedicenne (conosciuta anche coi nomi: Lalitā, Tripurasundarī)
- Tārā
seconda dea delle Mahāvidyā: la Stella
- Umā
divinità vedica, Pace della Notte
- Uṣas
divinità vedica, l'Aurora
- Vāc
divinità vedica, Dea della Parola

## Gli aspetti minori della Dea
- Bhairavī
sono le assistenti della coppia Siva e Durgā
- Dākinī
sono demoni femminili, compagne di Kālī
- Grahī
le streghe
- Shākinī
sono demoni femminili, compagne di Durgā
- Yoginī
compagne di Durgā